# Neoantistea jacalana
Espèce
Neoantistea jacalana est une espèce d'araignées aranéomorphes de la famille des Hahniidae.

## Distribution
Cette espèce est endémique d'Hidalgo au Mexique,.

## Description
Les femelles mesurent de 3,13 à 3,60 mm.

## Étymologie
Son nom d'espèce lui a été donné en référence au lieu de sa découverte, Jacalana.

## Publication originale
- Gertsch, 1946 : Five new spiders of the genus Neoantistea. Journal of the New York Entomological Society, vol. 54, p. 31-36.